# Anne Holt
Anne Holt (Larvik, 16 novembre 1958) è una scrittrice, avvocato, giornalista e politica norvegese.

## Biografia
È cresciuta a Lillestrøm e Tromsø per poi trasferirsi ad Oslo nel 1978 dove vive con la compagna Anne Christine Kjær (nota anche come Tine Kjær) e la figlia Iohanne.
Anne Holt si è laureata in Legge all'Università di Bergen nel 1986, ha lavorato per la Norsk rikskringkasting (NRK), l'azienda radiotelevisiva di stato norvegese, nel periodo fra il 1984 ed il 1988. Successivamente ha lavorato per due anni al dipartimento di polizia di Oslo per poi diventare avvocato. Nel 1990 è tornata alla NRK dove ha lavorato per un anno come giornalista ed anchor woman per il notiziario Dagsrevyen.
Anne Holt svolge la professione legale dal 1994 ed è stata ministra della giustizia norvegese dal 1996 al 1997.
La sua carriera di scrittrice è iniziata nel 1993 con la pubblicazione de La dea cieca la cui protagonista è l'ufficiale di polizia Hanne Wilhelmsen. Fra i libri successivi vi sono Løvens gap (1997) e Uten ekko (2000), scritti in collaborazione con Berit Reiss-Andersen.
Anne Holt è tra gli autori di noir e libri gialli più famosi della Norvegia. In Italia Hobby & Work nel 1999 ha pubblicato Sete di giustizia mentre tutti gli altri sono usciti da Einaudi: tra questi il suo libro più famoso, Quello che ti meriti, e La porta chiusa, in cui si assiste all'improvvisa e misteriosa sparizione del primo presidente donna degli Stati Uniti.

## Riconoscimenti
- Nel 1994 ha vinto il Rivertonprisen, con il romanzo Salige er de som tørster[3].
- Nel 1995 le è stato assegnato il Bokhandlerprisen (Premio dei librai) per Demonens død[4].
- Nel 2001 ha ricenuto il Cappelenprisen[5]
- Nel 2023 ottiene il  Premio Riverton per Tolv utemte hester[6]

## Opere

### Serie di Hanne Wilhelmsen
1. La dea cieca (Blind gudinne, 1993), Torino, Einaudi, 2010.
2. Sete di giustizia (Salige er de som tørster, 1994), Bresso, Hobby & Work, 1999; ripubblicato col titolo La vendetta, Torino, Einaudi, 2010.
3. L'unico figlio (Demonens død, 1995), Torino, Einaudi, 2011.
4. Nella tana dei lupi (Løvens gap, 1997), con Berit Reiss-Andersen, Torino, Einaudi, 2012.
5. Il ricatto (Død joker, 1999), Torino, Einaudi, 2012.
6. La ricetta dell'assassino (Uten ekko, 2000), con Berit Reiss-Andersen, Torino, Einaudi, 2013.
7. Quale verità (Sannheten bortenfor, 2003), Torino, Einaudi, 2014.
8. Quota 1222 (1222, 2008), Torino, Einaudi, 2015.
9. La minaccia (Offline. Kriminalroman, 2015), Torino, Einaudi, 2016.
10. La condanna (I støv og aske, 2016), Torino, Einaudi, 2018.
11. Il manoscritto (Det ellevte manus, 2021), trad. di M. Podestà Heir, Torino, Einaudi, 2023.
12. Dodici cavalli (Tolv utemte hester, 2023), trad. di M. Podestà Heir, Torino, Einaudi, 2024.

### Serie di Johanne Vik e Yngvar Stubø
1. Quello che ti meriti (Det som er mitt, 2001), Torino, Einaudi, 2008
2. Non deve accadere (Det som aldri skjer, 2004), Torino, Einaudi, 2009
3. La porta chiusa (Presidentens valg, 2006), Torino, Einaudi, 2009
4. La paura (Pengemannen, 2009),  Torino, Einaudi, 2009
5. Il presagio (Skyggedød, 2012), Torino, Einaudi, 2017

### Serie di Sara Zuckerman
1. Flimmer, 2010, con Even Holt
2. Sudden Death, 2014, con Even Holt

### Serie di Selma Falck
1. La pista (En grav for to, 2018), Torino, Einaudi, 2018
2. La tormenta (Furet værbitt, 2019), Torino, Einaudi, 2019
3. Lo sparo (Mandela Effekten, 2020) Torino, Einaudi, 2022

### Altre opere
- Mea culpa, 1997
- I hjertet av VM. En fotballreise, con Erik Langbråten, 1998
- Bernhard Pinkertons store oppdrag, 1999

## Sceneggiature
- 1997: Blind gudinne, film per la TV, regia di Carl Jørgen Kiønig;
- 1997: Salige er de som tørster, regia di Carl Jørgen Kiønig;
- Modus, Serie TV 2015-2017, in 16 episodi; con Melinda Kinnaman (Johanne Vik), e Henrik Norlén Yngvar Stubø;